# Poeciliopsis lutzi
Poeciliopsis lutzi és un peix de la família dels pecílids i de l'ordre dels ciprinodontiformes.

## Morfologia
Els mascles poden assolir els 3,5 cm de longitud total i les femelles els 6.

## Distribució geogràfica
Es troba a Centreamèrica.